# Werner Bosch Orgelbau

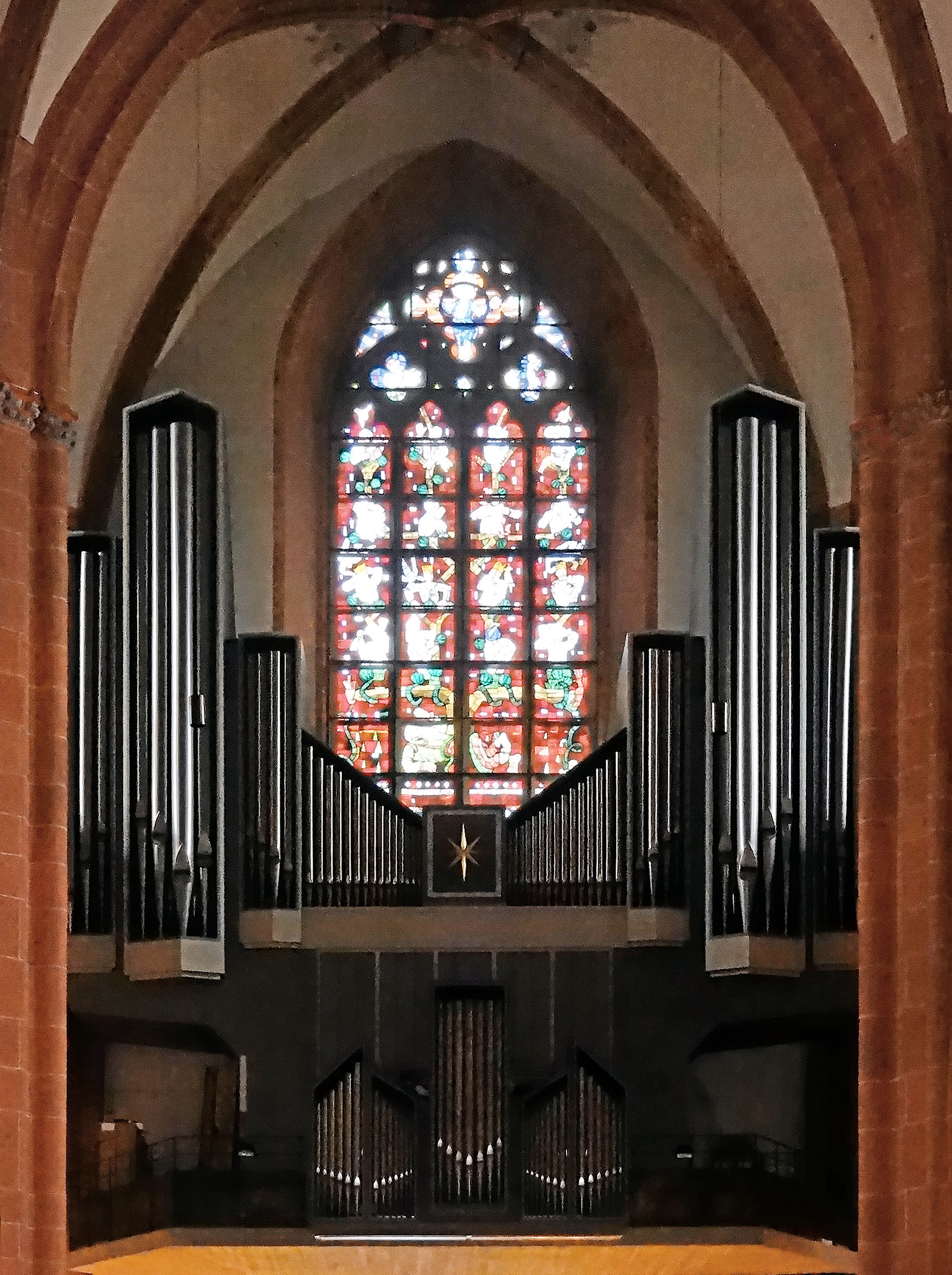
Stadtkirche Friedberg Orgel 07 B

Werner Bosch Orgelbau är ett familjeföretag som bygger orglar i Kassel i Tyskland.

## Historia
Werner Bosch (1916-1992) gick före andra världskriget i lära i Freiburg im Breisgau och hade då startat en verkstad för reparation av orglar. Efter krigsfångenskap kom han till Kassel 1945 och byggde 1946 sin första orgel. Han fick mästarbrev 1947 och samma år grundlade han sitt Pianohaus am Altmarkt i Kassel, som han ledde fram till sin död. Hans konstruktioner var inspirerade av orgelmästarna på 1600- och 1700-talet. Han flyttade 1954 sin verkstad till Niestetal och andra flyttningar blev senare nödvändiga. Från 1957 har verkstaden legat i Kassel. 
Fram till 1999 hade företaget byggt över 900 orglar och även restaurerat flera historiska instrument. Firman har exporterat orglar över hela världen och även ett flertal till Sverige, främst till Härnösands stift. Werner Boschs söner Wolfgang och Michael avled 2007 och 2012, varefter barnbarnet Martin nu leder företaget i tredje generationen. 

## Boschorglar i svenska kyrkor (urval)
- 1952 - Ulvö kyrka
- 1953 - Åsens kapell, Dalarna
- 1954 - Storsjö kyrka
- 1955 - Valls kyrka
- 1955 - Väte kyrka
- 1957 - Missionskyrkan, Karlskoga
- 1958 - Tingvallakyrkan ombyggnad
- 1959 - Fliseryds kyrka ombyggnad
- 1959 - Öljehults kyrka
- 1961 - Borgholms kyrka